# (34473) 2000 SC116
2000 SC116 (asteroide 34473) é um asteroide da cintura principal. Possui uma excentricidade de 0.06433110 e uma inclinação de 3.91675º.
Este asteroide foi descoberto no dia 24 de setembro de 2000 por LINEAR em Socorro.